# Erik Durm
Erik Durm, född 12 maj 1992 i Pirmasens, Tyskland, är en tysk före detta fotbollsspelare. Han spelade under sin karriär för Tysklands landslag.

## Klubbkarriär
Den 13 juli 2018 värvades Durm av Huddersfield Town, där han skrev på ett ettårskontrakt. Den 3 juli 2019 värvades Durm av Eintracht Frankfurt, där han skrev på ett fyraårskontrakt.
Den 22 juni 2022 värvades Durm av 1. FC Kaiserslautern. I januari 2024 avslutade han sin fotbollskarriär.

## Landslagskarriär
Durm debuterade för Tysklands landslag den 1 juni 2014 i en 2–2-match mot Kamerun. Dagen efter blev han uttagen i Tysklands trupp till VM i fotboll 2014. Tyskland vann VM, men Durm spelade inte något under hela turneringen.